# Interferometria plamkowa
Interferometria plamkowa – metoda eliminowania szkodliwego wpływu atmosfery ziemskiej, rozmywającej obrazy gwiazd w teleskopach. Następuje to na skutek ruchów turbulentnych, które rozbijają obraz  punktowy na wiele plamek.